# Chris Rossouw (rugbista 1969)
Christiaan le Cordeur Rossouw (Delmas, 14 settembre 1969) è un ex rugbista a 15 sudafricano, tallonatore, campione del mondo 1995 con gli Springbok.

## Biografia
Tallonatore della compagine provinciale del Transvaal (oggi Golden Lions), in Currie Cup, Rossouw esordì in Nazionale nel 1995 nel corso di un test match a Johannesburg contro Samoa, partita in cui mise a segno anche una meta.
Convocato, con solo quella presenza internazionale, alla successiva Coppa del Mondo di rugby 1995, mise a segno la sua seconda e ultima meta per gli Springbok nuovamente contro la compagine samoana; al termine del torneo si laureò campione del mondo.
Passato professionista nelle file dei Cats, franchise del Transvaal, nel 1998 si trasferì agli Sharks; nel 1999, sotto la gestione di Nick Mallett, Rossouw fu richiamato in Nazionale dopo 4 anni di assenza (la sua presenza più recente essendo, all'epoca, la finale della Coppa del 1995); fu incluso quindi nella rosa alla Coppa del Mondo di rugby 1999 che il Sudafrica concluse al terzo posto: l'ultima presenza internazionale di Rossouw fu proprio quella nella finale di consolazione del torneo.
Da dopo il ritiro, avvenuto nel 2000, Rossouw si è dedicato alla carriera dirigenziale e imprenditoriale.

## Palmarès
- Coppe del mondo: 1
Sudafrica: 1995